# Fryderyk (Schleswig-Holstein)
Fryderyk von Schleswig-Holstein-Sonderburg-Glücksburg (niem. Wilhelm Friedrich Christian Günther Albert Adolf Georg von Schleswig-Holstein-Sonderburg-Glücksburg; ur. 23 sierpnia 1891 w Gut Grünholz, Szlezwik, zm. 10 lutego 1965 w Coburgu) – książę Schleswig-Holstein-Sonderburg-Glücksburg, głowa rodu von Schleswig-Holstein w latach 1934–1965.

## Życiorys
Książę Fryderyk urodził się 23 sierpnia 1891 roku w Gut Grünholz jako piąte dziecko i jedyny syn księcia Fryderyka Ferdynanda, księcia Schleswig-Holstein-Sonderbug-Glücksburg i jego żony księżniczki Karoliny Matyldy von Schleswig-Holstein-Sonderburg-Augustenburg.
Dziadek księcia Fryderyka, także Fryderyk był bratem króla Danii Chrystiana IX.

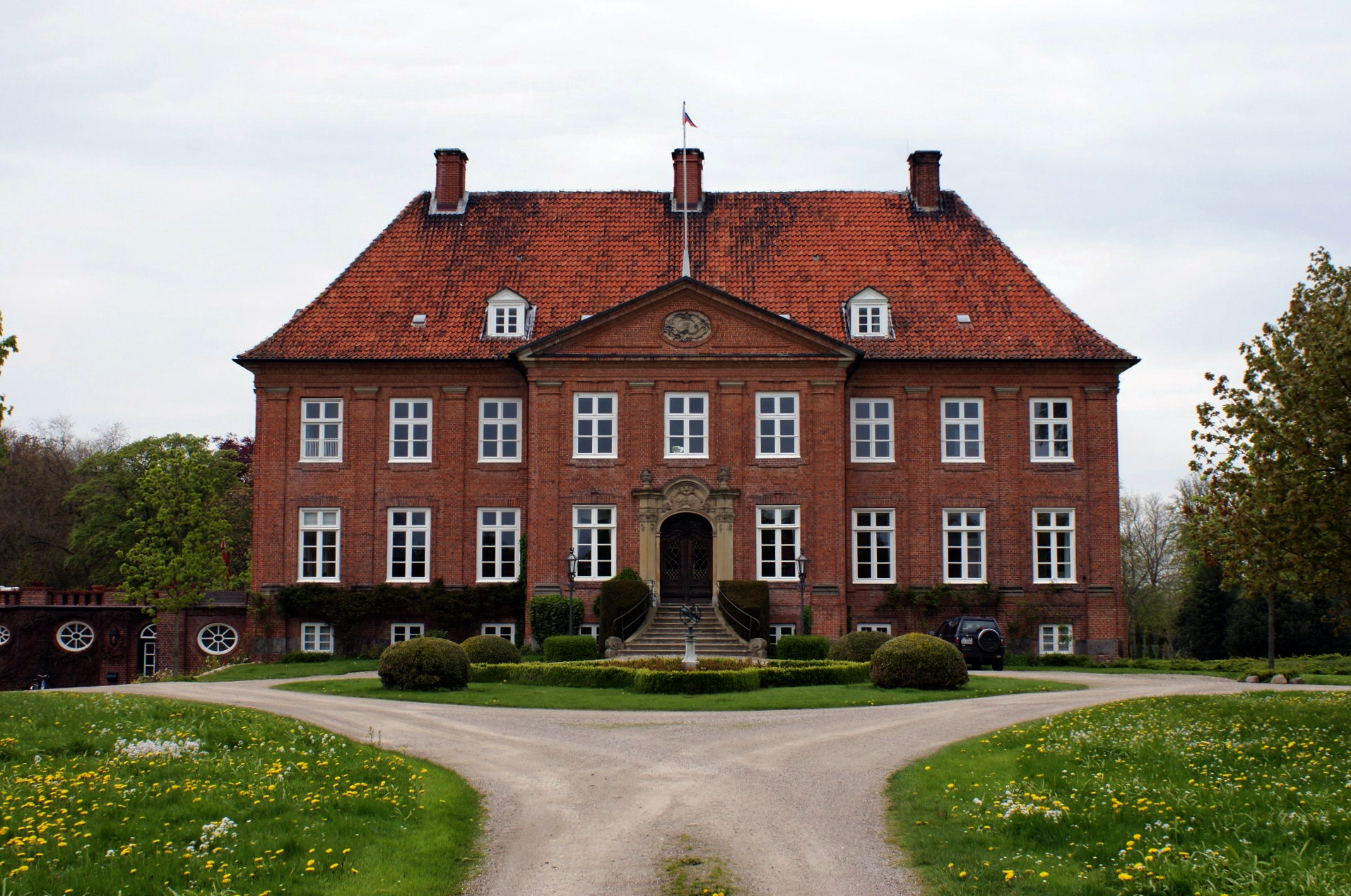
Miejsce urodzenia księcia Fryderyka

Po śmierci ostatniego przedstawiciela linii Schleswig-Holstein-Sonderburg-Augustenburg, Alberta jego następcą został ojciec Fryderyka, Fryderyk Ferdynand. W dniu 27 kwietnia 1931 roku obu linii książęcych zostały zunifikowane. Fryderyk Ferdynand przyjął tytuł księcia Schleswig-Holstein. Po śmierci księcia Franciszka Ferdynanda 21 stycznia 1934 w Przemkowie, książę Fryderyk odziedziczył ten tytuł.
Po zakończeniu nauki książę Fryderyk został oficerem Kaiserliche Marine (niem. Cesarska Marynarka Wojenna). Służył w stopniu kapitana-porucznika. Był panem na Zamku Louisenlund i w Gut Grünholz.

## Małżeństwo
Dnia 15 lutego 1925 roku poślubił księżniczkę Marię Melitę zu Hohenlohe-Langenburg (ur. 18 stycznia 1899, zm. 8 listopada 1967), córkę Ernesta II. księcia zu Hohenlohe-Langenburg i jego żony księżniczki Aleksandry Koburg. Fryderyk i Maria Melita mieli czworo dzieci:
- Jan Albrecht (ur. 12 maja 1917, zm. 10 sierpnia 1944),
- Wilhelm Alfred (ur. 24 września 1919, zm. 17 czerwca 1926),
- Fryderyk Ernest Piotr (ur. 30 kwietnia 1922, zm. 30 września 1980)

∞ 1947 Maria Alicja von Schaumburg-Lippe (ur. 1923),
- Maria Aleksandra (ur. 9 czerwca 1927, zm. 14 grudnia 2000)

∞ 1970 Douglas Barton-Miller (ur. 1929).